# U-434 (schip, 1976)

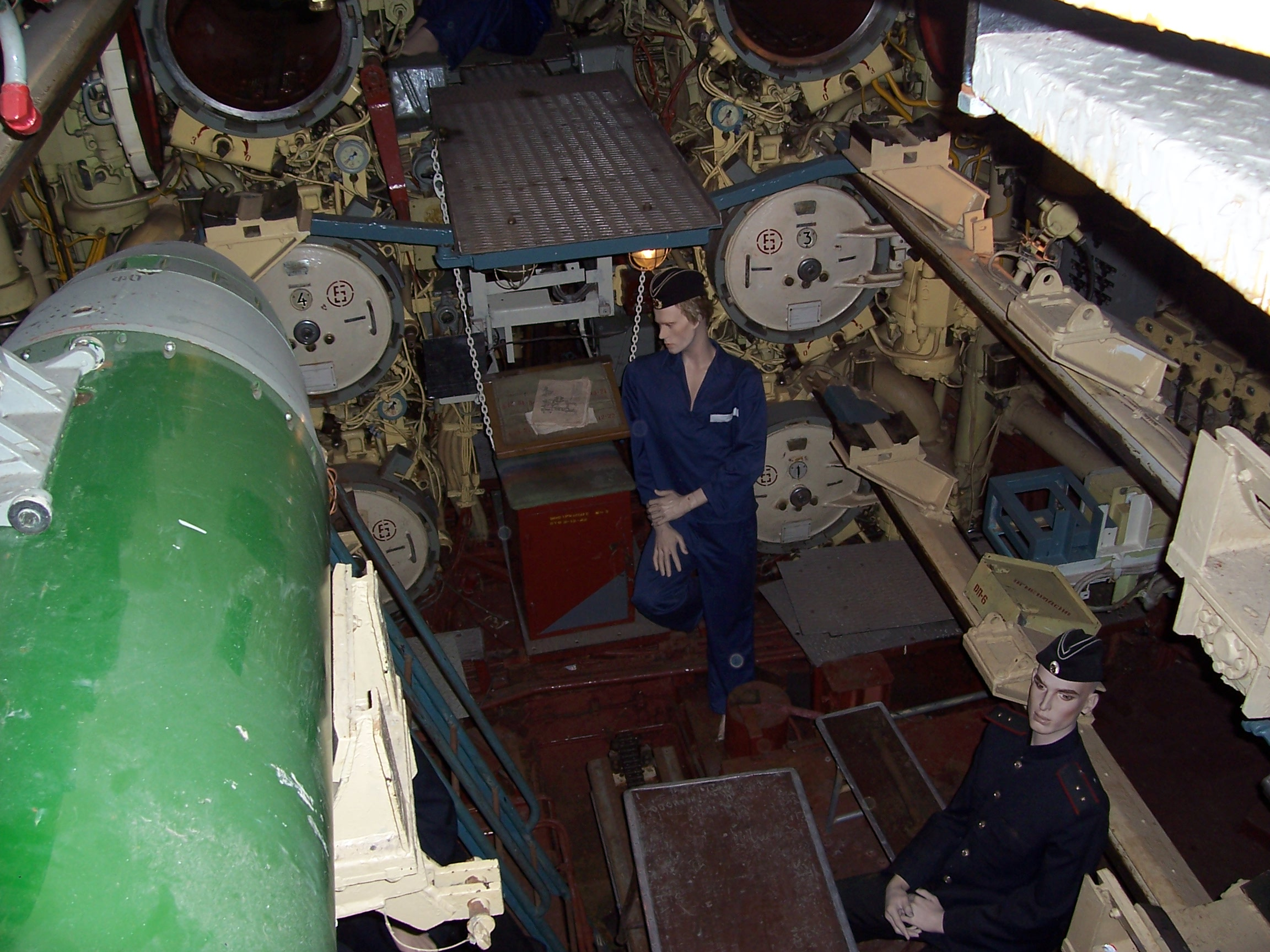
Torpedokamer

De U-434 (Russisch kenmerk: Б-515, B-515) is een onderzeeboot van de Projekt 641B-klasse van de Sovjet-Unie. De NAVO noemde het de Tangoklasse. Het is nu een museumboot en ligt in de Elbe in het centrum van Hamburg.
De onderzeeboot werd in april 1979 te water gelaten in Nizjni Novgorod. Na een bouwtijd van acht maanden werd de onderzeeboot in december 1979 in dienst genomen en ingedeeld bij de Noordelijke Vloot. De U-434 heeft aan de buitenzijde een dikke bekleding van rubber om minder zichtbaar te zijn op sonar. Na het uiteenvallen van de Sovjet-Unie werd de boot in april 2002 uit dienst gesteld.
De boot werd verkocht als museumboot. Diverse strategische onderdelen en installaties verwijderd om ruimte voor bezoekers te maken. In augustus 2002 is de onderzeeboot van Moermansk naar Hamburg gesleept omdat de eigen aandrijving niet meer functioneerde. Op 9 november 2002 werden de luiken geopend voor het publiek. Na aankomst heeft de onderzeeër op diverse plaatsen in de haven gelegen en is nu te vinden bij de Vismarkt van Sankt Pauli.